# François Gonon

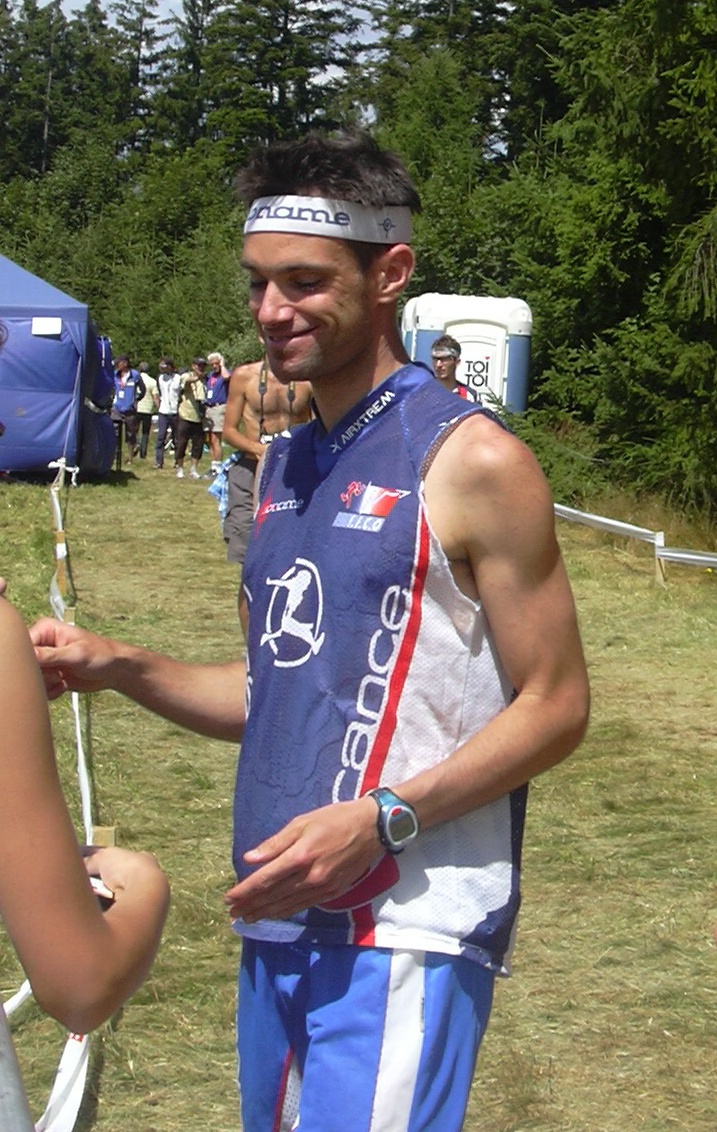
François Gonon (2008)

François Gonon (* 23. April 1979) ist ein französischer Orientierungsläufer. 2011 wurde er Weltmeister mit der französischen Staffel.
Gonon lief seine ersten Weltmeisterschaften als 20-Jähriger im schottischen Inverness. Allmählich gelang ihm in den nächsten Jahren der Anschluss an die Weltspitze. 2005 und 2006 belegte er im Gesamtweltcup den elften Platz, 2007 den sechsten Platz. Seine erste Medaille gewann er 2005 bei den Weltmeisterschaften in Japan in der französischen Staffel, als er zusammen mit Damien Renard und Thierry Gueorgiou Platz zwei hinter Norwegen belegte. Auch bei den Europameisterschaften 2006 in Estland gewannen die Franzosen Silber. Bei den Weltmeisterschaften 2008 wurde Gonon Dritter im Langdistanzrennen hinter Daniel Hubmann aus der Schweiz und Anders Nordberg aus Norwegen. 2011 in Frankreich konnte er diesen Erfolg wiederholen; diesmal blieb er lediglich hinter Thierry Gueorgiou und dem Finnen Pasi Ikonen zurück. Außerdem wurde die französische Staffel mit Philippe Adamski, Gonon und Gueorgiou Weltmeister. Damit ging der Weltmeistertitel im Staffellauf zum ersten Mal nach Frankreich.

## Platzierungen
| Weltmeisterschaften | Sprint | Mittel | Lang | Staffel |
| ------------------- | ------ | ------ | ---- | ------- |
| 1999 Inverness      |        |        |      | 12.     |
| 2001 Tampere        |        |        |      | 11.     |
| 2003 Rapperswil     |        |        | dsq  | 14.     |
| 2004 Västerås       |        | nq     |      | 7.      |
| 2005 Aichi          |        | 16.    | 12.  | 2.      |
| 2006 Aarhus         |        | 10.    | 6.   | 11.     |
| 2007 Kiew           |        |        | 14.  | 6.      |
| 2008 Olomouc        |        | nq     | 3.   | dsq     |
| 2009 Miskolc        |        | 5.     | dsq  | 25.     |
| 2010 Trondheim      |        | 23.    | 4.   | 8.      |
| 2011 Savoie         |        | 6.     | 3.   | 1.      |

| Europameisterschaften | Sprint | Mittel | Lang | Staffel |
| --------------------- | ------ | ------ | ---- | ------- |
| 2000 Truskawetz       |        |        | 21.  |         |
| 2002 Sümeg            |        | 22.    | 16.  | 9.      |
| 2004 Roskilde         |        |        |      | 6.      |
| 2006 Otepää           |        | 20.    | 10.  | 2.      |
| 2008 Ventspils        | 38.    | 15.    |      | 4.      |

| World Games   | Sprint | Mittel | Staffel |
| ------------- | ------ | ------ | ------- |
| 2001 Akita    |        | 33.    | 9.      |
| 2005 Duisburg |        | 33.    |         |

| Gesamt-Weltcup | Gesamt-Weltcup |
| -------------- | -------------- |
| 1998           | 122.           |
| 2000           | 26.            |
| 2002           | 23.            |
| 2004           | 57.            |
| 2005           | 11.            |
| 2006           | 11.            |
| 2007           | 6.             |
| 2008           | 16.            |
| 2009           | 32.            |
| 2010           | 19.            |
| 2011           | 34.            |